# Whitney (Nebraska)
Whitney és una població dels Estats Units a l'estat de Nebraska. Segons el cens del 2000 tenia 87 habitants.

## Demografia
Segons el cens del 2000, Whitney tenia 87 habitants, 34 habitatges, i 24 famílies. La densitat de població era de 209,9 habitants per km².
Dels 34 habitatges en un 32,4% hi vivien nens de menys de 18 anys, en un 55,9% hi vivien parelles casades, en un 11,8% dones solteres, i en un 29,4% no eren unitats familiars. En el 17,6% dels habitatges hi vivien persones soles l'11,8% de les quals corresponia a persones de 65 anys o més que vivien soles. El nombre mitjà de persones vivint en cada habitatge era de 2,56 i el nombre mitjà de persones que vivien en cada família era de 2,92.
Per edats la població es repartia de la següent manera: un 28,7% tenia menys de 18 anys, un 4,6% entre 18 i 24, un 24,1% entre 25 i 44, un 24,1% de 45 a 60 i un 18,4% 65 anys o més.
L'edat mediana era de 39 anys. Per cada 100 dones de 18 o més anys hi havia 106,7 homes.
La renda mediana per habitatge era de 28.333 $ i la renda mediana per família de 20.625 $. Els homes tenien una renda mediana d'11.667 $ mentre que les dones 10.625 $. La renda per capita de la població era d'11.107 $. Aproximadament el 22,2% de les famílies i el 13,7% de la població estaven per davall del llindar de pobresa.

## Poblacions més properes
El següent diagrama mostra les poblacions més properes.